# Flugzeuge (Briefmarkenserie)
Flugzeuge ist der Titel einer kleinen Briefmarkenserie, die in den Jahren 1969 und 1972 von der Deutschen Post der DDR ausgegeben wurde. Der Lipsia-Katalog der DDR bezeichnet diese Serie als In der DDR verwendete Flugzeugtypen.

## Liste der Ausgaben und Motive
Legende
- Bild: Eine bearbeitete Abbildung der genannten Marke. Das Verhältnis der Größe der Briefmarken zueinander ist in diesem Artikel annähernd maßstabsgerecht dargestellt. Sollten keine Marken abgebildet sein, liegt es daran, dass das Urheberrecht des Künstlers noch nicht erloschen ist.
- Beschreibung: Eine Kurzbeschreibung des Motivs und/oder des Ausgabegrundes. Bei ausgegebenen Serien oder Blocks werden die zusammengehörigen Beschreibungen mit einer Markierung versehen eingerückt.
- Wert: Der Frankaturwert der einzelnen Marke in Pfennig. Ein „+“ bedeutet, dass es sich um eine Zuschlagsmarke handelt (= Frankaturwert + Spende).
- Ausgabedatum: Das Datum des erstmaligen Verkaufs dieser Briefmarke.
- Auflage: Soweit bekannt, wird hier die zum Verkauf angebotene Anzahl dieser Ausgabe angegeben.
- Entwurf: Soweit bekannt, wird hier angegeben, von wem der Entwurf dieser Marke stammt.
- Mi.-Nr.: Diese Briefmarke wird im Michel-Katalog unter der entsprechenden Nummer gelistet.

| Bild | Beschreibung                                        | Wert | Ausgabe- datum   | Auflage    | Entwurf                           | Mi.-Nr. |
| ---- | --------------------------------------------------- | ---- | ---------------- | ---------- | --------------------------------- | ------- |
|      | Flugzeuge (I) - Reiseverkehrsmaschine Antonow An-24 | 20   | 2. Dezember 1969 | 10.000.000 | Eva Bormann und Gottfried Bormann | 1524    |
|      | - Reiseverkehrsmaschine Iljuschin Il-18             | 25   | 2. Dezember 1969 | 1.700.000  | Eva Bormann und Gottfried Bormann | 1525    |
|      | - Reiseverkehrsmaschine Tupolew Tu-134              | 30   | 2. Dezember 1969 | 3.500.000  | Eva Bormann und Gottfried Bormann | 1526    |
|      | - Turbinenhubschrauber Mil Mi-8                     | 50   | 2. Dezember 1969 | 3.500.000  | Eva Bormann und Gottfried Bormann | 1527    |
|      | Flugzeuge (II) - Universalhubschrauber Kamow Ka-26  | 5    | 25. April 1972   | 5.000.000  | Bormann                           | 1749    |
|      | - Landwirtschaftsflugzeug Let Z-37                  | 10   | 25. April 1972   | 18.000.000 | Bormann                           | 1750    |
|      | - Reiseverkehrsmaschine Iljuschin Il-62             | 35   | 25. April 1972   | 5.000.000  | Bormann                           | 1751    |
|      | - Düsenflugzeug, Leitwerk                           | 1 M  | 25. April 1972   | 1.900.000  | Bormann                           | 1752    |